# Afroboletus multijugus
Afroboletus multijugus är en svampart som beskrevs av Heinem. & Rammeloo 1995. Afroboletus multijugus ingår i släktet Afroboletus och familjen Boletaceae.   Inga underarter finns listade i Catalogue of Life.